# Gabriel Konstantinovitj av Ryssland
Gabriel Konstantinovitj av Ryssland, född 1887, död 1955, var en rysk storfurste. Han var son till storfurst Konstantin Konstantinovitj, sonson till tsar Nikolaj I av Ryssland. 